# Notophthiracarus ignobilis
Notophthiracarus ignobilis är en kvalsterart som beskrevs av Wojciech Niedbała 2000. Notophthiracarus ignobilis ingår i släktet Notophthiracarus och familjen Phthiracaridae. Inga underarter finns listade i Catalogue of Life.